# Bass Highway (Tasmanie)

La Bass Highway est une route longue de 263 km de direction est-ouest située au nord de la Tasmanie en Australie et qui relie les principales villes du nord de l'État : Burnie, Devonport et Launceston.
Elle porte le nom de national Highway 1 () entre ces trois villes et de A2 () entre la côte ouest et Burnie.
Elle porte le nom de George Bass.